# Porsche 919 Hybrid
El Porsche 919 Hybrid es un sport prototipo de monocasco cerrado, diseñado y construido por Porsche para la competición en la categoría LMP1 del Campeonato Mundial de Resistencia de la FIA. Desde su debut en 2014, ha dejado una huella indeleble en el mundo del automovilismo, destacándose por su rendimiento excepcional, esto gracias a su motorización, la cual se compone de un motor 4 cilindros en V de 2.0 litros turboalimentado y asociado a un sistema híbrido, el cual le permite conseguir alrededor de 9000 rpm y cerca de 1160 caballos de fuerza, pesando solamente 849 kg. Actualmente posee el récord de vuelta más rápido en la pista de Nürburgring logrando un tiempo de 5 minutos y 19,55 segundos. Debido a esto se coloca 3 veces campeón de 24 horas de Le Mans.
La nomenclatura 919 es una referencia al exitoso 917 de la década de 1970, y al 918, que es un automóvil superdeportivo híbrido que debutó en 2013.

## Desarrollo
Porsche hizo un anuncio inicial del nuevo programa el 11 de junio de 2012. Exactamente un año después de su anuncio, la primera prueba de chasis completó su lanzamiento inicial. El motor del 919 utiliza un motor de cuatro cilindros turbo de gasolina de 2 litros con inyección directa y dos sistemas de recuperación de energía, los frenos regenerativos más la recuperación de energía a través de los gases de escape del motor de combustión. La primera exhibición pública del coche era el 14 de diciembre de 2013.

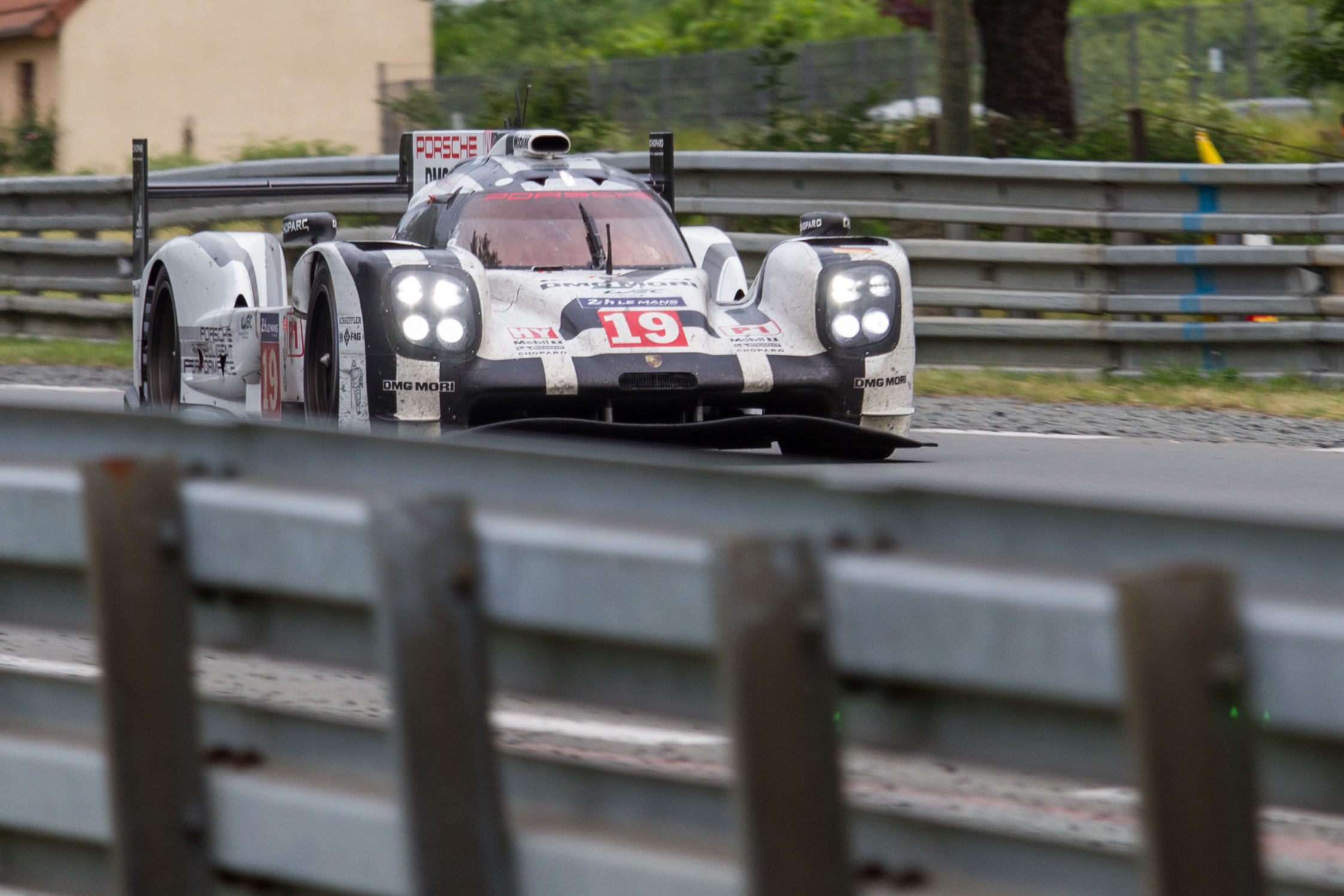
Hülkenberg, Tandy y Bamber, ganadores absolutos de las 24 Horas de Le Mans de 2015, auto Porsche 919 Hybrid No. 19

## Resultados en el Campeonato Mundial de Resistencia

### En detalle
Carreras en negrita indica pole position y carreras en cursiva indica vuelta rápida.
| Año  | Equipo              | Equipo       | Clase  | Pilotos                                                                   | Pilotos                                   | No. | Rondas  | Rondas | Rondas  | Rondas | Rondas | Rondas | Rondas | Rondas  | Rondas | Pos.CMC | Pos.CMC |
| Año  | Equipo              | Equipo       | Clase  | Pilotos                                                                   | Pilotos                                   | No. | 1       | 2      | 3       | 4      | 5      | 6      | 7      | 8       | 9      | Puntos  | Pos.    |
| ---- | ------------------- | ------------ | ------ | ------------------------------------------------------------------------- | ----------------------------------------- | --- | ------- | ------ | ------- | ------ | ------ | ------ | ------ | ------- | ------ | ------- | ------- |
| 2014 | Bandera de Alemania | Porsche Team | LMP1-H | Bandera de Francia · Bandera de Suiza · Bandera de Alemania               | Romain Dumas Neel Jani Marc Lieb          | 14  | SIL Ret | SPA 4  | LMS 4   | COA 4  | FUJ 4  | SHA 3  | BHR 2  | SÃO 1   |        | 193     | 3º      |
| 2014 | Bandera de Alemania | Porsche Team | LMP1-H | Bandera de Alemania · Bandera de Nueva Zelanda · Bandera de Australia     | Timo Bernhard Brendon Hartley Mark Webber | 20  | SIL 3   | SPA 12 | LMS NC  | COA 5  | FUJ 3  | SHA 6  | BHR 3  | SÃO Ret |        | 193     | 3º      |
| 2015 | Bandera de Alemania | Porsche Team | LMP1-H | Bandera de Alemania · Bandera de Nueva Zelanda · Bandera de Australia     | Timo Bernhard Brendon Hartley Mark Webber | 17  | SIL Ret | SPA 3  | LMS 2   | NÜR 1  | COA 1  | FUJ 1  | SHA 1  | BHR 5   |        | 344     | 1º      |
| 2015 | Bandera de Alemania | Porsche Team | LMP1-H | Bandera de Francia · Bandera de Suiza · Bandera de Alemania               | Romain Dumas Neel Jani Marc Lieb          | 18  | SIL 2   | SPA 2  | LMS 5   | NÜR 2  | COA 5  | FUJ 2  | SHA 2  | BHR 1   |        | 344     | 1º      |
| 2015 | Bandera de Alemania | Porsche Team | LMP1-H | Bandera de Nueva Zelanda · Bandera de Alemania · Bandera del Reino Unido  | Earl Bamber Nico Hülkenberg Nick Tandy    | 19  | -       | SPA 6  | LMS 1   | -      | -      | -      | -      | -       |        | 344     | 1º      |
| 2016 | Bandera de Alemania | Porsche Team | LMP1-H | Bandera de Alemania · Bandera de Nueva Zelanda · Bandera de Australia     | Timo Bernhard Brendon Hartley Mark Webber | 1   | SIL Ret | SPA 4  | LMS 5   | NÜR 1  | MEX 1  | COA 1  | FUJ 3  | SHA 1   | BHR 3  | 324     | 1º      |
| 2016 | Bandera de Alemania | Porsche Team | LMP1-H | Bandera de Francia · Bandera de Suiza · Bandera de Alemania               | Romain Dumas Neel Jani Marc Lieb          | 2   | SIL 1   | SPA 2  | LMS 1   | NÜR 4  | MEX 4  | COA 4  | FUJ 5  | SHA 4   | BHR 6  | 324     | 1º      |
| 2017 | Bandera de Alemania | Porsche Team | LMP1-H | Bandera de Suiza · Bandera de Alemania · Bandera del Reino Unido          | Neel Jani André Lotterer Nick Tandy       | 1   | SIL 3   | SPA 4  | LMS Ret | NÜR 2  | MEX 2  | COA 2  | FUJ 3  | SHA 3   | BHR 3  | 337     | 1º      |
| 2017 | Bandera de Alemania | Porsche Team | LMP1-H | Bandera de Nueva Zelanda · Bandera de Alemania · Bandera de Nueva Zelanda | Earl Bamber Timo Bernhard Brendon Hartley | 2   | SIL 2   | SPA 3  | LMS 1   | NÜR 1  | MEX 1  | COA 1  | FUJ 4  | SHA 2   | BHR 2  | 337     | 1º      |